# Klaus-Dieter Dewinski
Klaus-Dieter Dewinski (* 31. August 1950) ist ein ehemaliger deutscher Fußballspieler. Der Defensivspieler hat von 1972 bis 1976 beim VfL Bochum in der Fußball-Bundesliga 19 Spiele (1 Tor) absolviert.

## Karriere
Bis zur Saison 1971/72 spielte Dewinski als Amateur bei der TSG Herdecke. Als Heinz Höher ab der Runde 1972/73 das Traineramt beim VfL Bochum übernahm, wurden für das Bundesligateam die Spieler Hermann Gerland (eigene Jugend), Torhüter Werner Scholz (Alemannia Aachen), Michael Lameck und Reinhard Majgl (beide SW Essen) sowie der bisherige Amateur aus Herdecke neu als Lizenzspieler verpflichtet. Dewinski debütierte am 15. Dezember 1972 bei einem 2:0-Heimerfolg gegen Werder Bremen in der Bundesliga. Er wurde in der 80. Minute für Hans-Jürgen Köper eingewechselt. Sein zweites Bundesligaspiel bestritt er am 23. Februar 1973 auf dem Bökelberg gegen Borussia Mönchengladbach. Er spielte Verteidiger und erlebte bei einem 6:0-Heimerfolg der „Fohlen“ deren überlegene Klasse im Angriff mit den Spitzen Henning Jensen, Bernd Rupp und Jupp Heynckes. Zu seinem dritten und letzten Einsatz gelangte er am 17. März bei einem 1:0-Auswärtserfolg bei den „Zebras“ vom MSV Duisburg. Dewinski spielte mit dem VfL Bochum vier Jahre in der Bundesliga. In dieser Zeit war Dewinski immer Ergänzungsspieler, er absolvierte 19 Spiele.
Zur Runde 1976/77 wechselte er in die 2. Bundesliga und spielte jeweils eine Spielzeit für den Bonner SC und die Würzburger Kickers. Unter Trainer Martin Luppen (bis April 1977) absolvierte er in Bonn beim Erreichen des 16. Ranges an der Seite von Mitspielern wie Horst Dreher, Eckhard Deterding, Werner Grau, Günter Schwaba, Wolfgang Thier und Ulrich van den Berg 17 Zweitligaspiele. Dem Bonner SC wurde aber als erstem Zweitligisten die Lizenz entzogen und somit schloss sich Dewinski zur Saison 1977/78 dem Südaufsteiger Würzburger Kickers an.
Unter Trainer Richard Saller gehörte Dewinski mit 32 Ligaeinsätzen dem Stammpersonal des Aufsteigers aus dem Stadion am Dallenberg an. Es reichte an der Seite von Mitspielern wie Lothar Emmerich und Rainer Scholz aber lediglich zum 19. Rang und damit stiegen die Kickers in die Bayernliga ab.